# Párnica
Párnica (szlovákul Párnica) község Szlovákiában, a Zsolnai kerületben, az Alsókubini járásban.

## Fekvése
Alsókubintól 8 km-re nyugatra, az Árva jobb partján fekszik.

## Története
Párnica neve pataknévként bukkan fel először Isztebne 1382. évi határleírásában. A települést magát csak 1420-ban „villa Paranice” alakban említik először, az árvai váruradalom része volt. Lakói földművesek, kerékgyártók, vászonszövők, tutajozók voltak. A 15. század második felétől a település nagy fejlődésen ment keresztül. Ez a fejlődés a 17. században megtorpant, a kuruc harcokban el is pusztult a falu, majd a 18. században ismét nőtt a lakosság száma. 1769 és 1772 között épített papírmalom működött a községben. 1778-ban 876-an lakták.
A 18. század végén Vályi András így ír róla: „PÁRNICZA. Tót falu Árva Vármegyében, fekszik Árva vizéhez közel, ’s Párniczky Uraknak eredeti helye, lakosai többnyire evangelikusok, határja Árva vize mellett meglehetős termékenységű, a’ többi pedig sovány, legelője jó van, sajtya nevezetes.”
1828-ban 196 háza és 685 lakosa volt. Lakói mezőgazdasággal és állattartással foglalkoztak, de kézművesek is voltak a településen. A férfiak bognár- és asztalosmesterséggel, fafaragással, a nők varrással, hímzéssel foglalkoztak.
Fényes Elek 1851-ben kiadott geográfiai szótárában így ír a faluról: „Parnicza, tót falu, Árva vmegyében, az Árva jobb partján: 86 kath., 588 evang., 11 zsidó lak., ev. oskola. Derék fürész- és papiros-malom. Vendégfogadó. Hires sajt. Van egy lágymeleg forrása is, melly soha be nem fagy. F. u. a Parniczky család. Ut. p. Rosenberg.”
A trianoni diktátumig Árva vármegye Alsókubini járásához tartozott.
Evangélikus temploma 1927-ben épült. A községben vízimalom működött, melyet később elektromos hajtásúra alakítottak át. A második világháború idején többen részt vettek a partizánharcokban.

### Zahrabova
Zahrabovát 1420-ban „Zahrabov” néven említik először. 1430-ban „Hrabouka”, 1547-ben „Zahrabowe” néven szerepel az írott forrásokban. 1626-ban 20 lakosa volt. A 17. században olvadt Párnicába.

## Népessége
| Év:            | 1994. | 2004.   | 2014.    | 2024.    |
| -------------- | ----- | ------- | -------- | -------- |
| Emberek száma: | 757   | 737     | 867      | 988      |
| Eltérés:       |       | -2,64 % | +17,63 % | +13,95 % |

| Év:            | 2023. | 2024.   |
| -------------- | ----- | ------- |
| Emberek száma: | 980   | 988     |
| Eltérés:       |       | +0,81 % |

1910-ben 1091, túlnyomórészt szlovák anyanyelvű lakosa volt.
1930-ban 219 házában 1104 lakos élt.
2001-ben 716 szlovák lakosa volt.
2011-ben 809-en lakták, ebből 775 szlovák volt.

## Nevezetességei
- Evangélikus temploma 1927-ben épült.

## Külső hivatkozások
- Hivatalos oldal
- Községinfó
- Párnica Szlovákia térképén
- A község az Árvai régió turisztikai honlapján
- E-obce.sk Archiválva 2023. szeptember 5-i dátummal a Wayback Machine-ben